# カナダ勤労給付
カナダ勤労給付（カナダきんろうきゅうふ、英: Canada Workers Benefit、CWB）は、カナダにおいて低所得の労働者の勤労意欲を高めることを目的としている給付付き税額控除。
旧称は、就労所得手当 （Working Income Tax Benefit、WITB）

## 概要
好調な経済や財政黒字を背景として生活保護を受けている低所者が就労の際に給付の減少等よりかえって手取収入が減少する問題を解決し、 就労インセンティブ促進ために2007年に就労所得手当が導入された。
そして、2019年より、低所得者に対する更なる就労インセンティブと約7万4,000人の市民を貧困層から救い上げる目的により、拡充する形でカナダ勤労給付に名称が変わる。
2021年初めにカナダ政府により発表したカナダ労働者給付金の対象者範囲の拡充（給付金が受け取れる上限所得額の引き上げ）により、さらに100万人の労働者に受給する資格が得られた。2023年7月から前年度の課税所得に基づいて給付金の半分を年に3回（7月、10月、来年1月）自動で前払いが出来るようになっている。
原則として19歳以上の者が申請できる。

## 制度内容

### 申請条件
原則として、19歳以上のカナダ居住者であれば、申請できる。しかし、以下の例外がある。
- 扶養家族がおらず、年間13週間以上、指定教育機関に通学しているフルタイム学生
- 年間90日以上、刑務所または同様の施設で受刑した者
- カナダの税金を払う必要のない外交官等の他国の公務員や使用人もしくはその人の家族や従業員

### 給付額
ここで記載される給付額は、ヌナブト準州、ケベック州、アルバータ州以外の州に居住している場合である。
2023年の最大控除額は、単身者が1,428カナダドル、家族が2,461カナダドルである。勤労所得は3,000カナダドル以上（就労不能障害者が世帯にいる場合は1,150カナダドル以上）なくてはならない。アメリカのEITCと同様に、税額控除額に逓増・定額・逓減の各部分がある。以下のグラフは、世帯タイプ別と控除額である。
具体的には、単身者の場合、3,000カナダドル超の所得について27%の税額控除が与えられ、所得が2万3,495カナダドルで最大税額控除額の1,428カナダドルに達し、所得が2万3,495カナダドルを超えると税額控除額が超過分の15%の率で逓減し、3万3,015カナダドルを超えると消失する。
家族の場合は、3,000カナダドル超の所得について27%の税額控除が与えられ、所得が2万6,805カナダドルで最大税額控除額の2,461カナダドルに達し、所得が2万6,805カナダドルを超えると税額控除額が超過分の15%の率で逓減し、4万3,212カナダドルを超えると消失する。
就労不能障害者が世帯にいる場合には、控除額が異なってくる。
単身障害者の場合、1,150カナダドル超の所得について27%の税額控除が与えられ、所得が3万3,018カナダドルまで最大税額控除額737カナダドルが受給される。その所得額を超えると税額控除額が超過分の15%の率で逓減し、3万7,932カナダドルを超えると消失する。
家族の場合、1,150カナダドル超の所得について27%の税額控除が与えられ、所得が4万3,210カナダドルまで1人当たり最大税額控除額737カナダドル（2人いる場合、1,474カナダドル）が受給される。その所得額を超えると税額控除額が超過分の15%（既婚カップルが、両方就労不能障害者の場合は、半分の7.5%）の率で逓減し、4万8,124カナダドル（既婚カップルが、両方就労不能障害者の場合は、5万3,037カナダドル）を超えると消失する。
- 計算例

家族が所得1万カナダドルを得ていた場合の控除額（年間）
（所得金額-3,000）×税額控除=控除額(年間)
(10,000-3,000)×0.27=1,890
家族が所得3万カナダドルを得ていた場合の控除額（年間）
最大控除額 - {（所得金額-最大控除所得上限額）×逓減率}=控除額(年間)
2,461-{(30,000-26,805)×0.15}=1,981.75
| 相違点                                               | 単身       | 単身        | 家族       | 家族        | 就労不能障害者     | 就労不能障害者     | 就労不能障害者   | 就労不能障害者   |
| 相違点                                               | 単身       | 単身        | 家族       | 家族        | 世帯に１人いる場合 | 世帯に１人いる場合 | 既婚カップル両方 | 既婚カップル両方 |
| 相違点                                               | CWB (2022) | WITB (2018) | CWB (2022) | WITB (2018) | CWB (2022)         | WITB (2018)        | CWB (2022)       | WITB （2018）    |
| ---------------------------------------------------- | ---------- | ----------- | ---------- | ----------- | ------------------ | ------------------ | ---------------- | ---------------- |
| 税額控除率（%）                                      | 27         | 25          | 27         | 25          | 27                 | 25                 | 27               | 25               |
| 税額控除額から 超過分の逓減率（%）                   | 15         | 15          | 15         | 15          | 15                 | 15                 | 7.5              | 7.5              |
| 最大税額控除額 （カナダドル）                        | 1,428      | 1,059       | 2,461      | 1,922       | 737                | 529                | 737              | 529              |
| 最大税額控除額が 受け取れる所得上限額 （カナダドル） | 23,495     | 12,016      | 26,805     | 16,593      | 33,018             | 19,073             | 43,210           | 29,410           |

### 就労所得手当（WITB）とカナダ勤労給付（WBC）の違い
就労所得手当（WITB）とカナダ勤労給付（WBC）の違いは、右の表のようになっている。
WITBとCWBの控除額の違いを計算すると、以下のようになりCWBの方が、受け取れる所得上限額が大きいため、控除を得られるようになっている。
- 家族が所得3万5,000カナダドルを得ていた場合の控除額（年間）

計算例（WITB,2018）
最大控除額 - {（所得金額-最大控除所得上限額）×逓減率}=控除額（年間）
1,922-{(35,000-16,593)×0.15}=-796.05（実際は、給付金が受け取れなくなる。）
計算例（CWB）
最大控除額 - {（所得金額-最大控除所得上限額）×逓減率}=控除額（年間）
2,461-{(35,000-26,805)×0.15}=1,231.75

## 執行機関
カナダ児童手当、カナダ勤労給付のいずれも、執行機関はカナダ歳入庁である。ただし、給付の回数等には相違があるカナダ児童手当は毎月給付される。カナダ勤労給付は確定申告時に税額から控除し、控除し切れない分について給付が行われる。
なお、納税者番号として社会保険番号が活用されている。

## その他の税額控除
カナダでは、これらの他に、消費税逆進性対策型（消費税が持つとされる逆進的な性質を緩和するための仕組み）で、税額控除であるGSTクレジット（Goods and Services Tax Credit）も導入されている。GSTクレジットは、製造者売上税から付加価値税であるGSTへ1991年に移行された際に、付加価値税の低所得者対策として、生活必需品に係るGSTの負担を還付する目的で設けられたものである。GSTクレジットは、原則として19歳以上の者が申請できる。
GSTクレジットの額は、家族の人員構成と家族の所得によって決まる。
単身者の場合：最大で496カナダドル（2022課税年度分）である
。
実所得が1万544カナダドル以下：控除額が325カナダドルである。
実所得1万544越え1万9,904カナダドル未満：控除額が最大額まで増加する。
実所得1万9,904 - 4万2,335カナダドル以下：最大控除額が受給される。
実所得4万2,335カナダドル超え5万2,255カナダドル未満：4万5,000ドルで362.75ドルとなり、5万2,255カナダドルまで1,000カナダドルごとに50カナダドル減らされる。
実所得5万2,255カナダドル以上：控除額を受け取れなくなる。
夫婦と19歳未満の子2人の場合：最大で992カナダドル（2022課税年度分）である。
実所得が4万2,335カナダドル以下：最大控除額が受給される。
実所得4万2,335カナダドル超え6万2,175カナダドル未満：5万ドルで608.75カナダドルとなり、6万カナダドルで108.75ドルとなる。1,000カナダドルずつ増加するごとに6万2,175カナダドルまで50ドルずつ減らされる。
実所得6万2,175カナダドル以上：控除額を受け取れなくなる。
GSTクレジットは税額との相殺はなく、全額が年4回（7月、10月、翌年1月、4月）に分割して給付される。またカナダにおいて、 GSTクレジットの不正受給は大きな問題とはなっていないが、その理由の一つに確定申告時期と給付時期との間に所得情報等を当局が確認をするための十分な時間を確保できていることが挙げられる。